# 청주 월리사 대웅전
청주 월리사 대웅전(淸州 月裡寺 大雄殿)은 충청북도 청주시 상당구에 있는 조선시대의 대웅전이다. 1980년 1월 9일 충청북도의 유형문화재 제58호로 지정되었다.

## 개요
월리사 대웅전은 1657년(효종 8)에 명현당(明玄堂) 원학대사(元學大師)가 이웃에 있던 신흥사(新興寺)를 옮겨 지은 것으로 사적비에 기록되어 있다. 그리고 처마 끝에 장식된 암막새기와에‘옹정경술(雍正庚戊)’이라는 양각글씨가 있어 1730년(영조6년)에 한차례 중수를 하였던 것으로 추정된다.
건축양식으로 보아서도 조선중기에 건립된 것으로 보이는데 정면3칸, 측면3칸의 팔작지붕 건물로 다포식이다. 자연석으로 높게 쌓은 기단 위에 자연석의 주초석을 사용하였는데 우주(隅柱)가 평주(平柱)보다 훨씬 굵고 높다. 처마는 겹처마로 앞면의 양쪽 끝에는 활주를 세워 하늘을 향해 날아갈듯이 반전한 추녀 끝을 받치고 있어서 팔작지붕 건물에서 보이는 한국건축의 아름다움을 보여주고 있다.
한편 대웅전 내부의 내목도리 윗벽,포벽,반자,대량은 신선,선승,동자 등의 모습이 담겨진 벽화로 장엄되어있는 데, 벽화로서 상당한 수준이고 보존상태도 양호하여 대웅전의 대표적인 특징으로 꼽힌다.

## 명칭 변경
1980년 1월 9일 충청북도의 유형문화재 제58호 청원월리사 대웅전(淸原月裡寺 大雄殿)으로 지정되었으나, 2013년 1월 18일 청원 월리사 대웅전淸原 月裡寺 大雄殿)으로 변경되었고, 2014년 7월 1일 청주시 행정구역 변경에 따라 현재의 문화재 명칭으로 변경되었다

## 참고 자료
- 청주 월리사 대웅전 - 국가유산청 국가유산포털